# Pteris semiadnata
Pteris semiadnata är en kantbräkenväxtart som beskrevs av Rodolfo Amando Philippi. Pteris semiadnata ingår i släktet Pteris och familjen Pteridaceae. Inga underarter finns listade.